# Serole
Serole ist eine Gemeinde in der italienischen Provinz Asti (AT), Region Piemont.

## Lage und Einwohner
Serole liegt 56 km südlich von der Provinzhauptstadt Asti entfernt, im Hügelland der (Langhe). Sie ist die südlichste Gemeinde in der Provinz Asti. Mit dem Bric Puschera (846 m) erreicht hier die höchste Erhebung der Provinz. Das Gemeindegebiet umfasst eine Fläche von elf km² und hat 97 Einwohner (Stand 31. Dezember 2023). Die Nachbargemeinden sind Cortemilia, Merana, Olmo Gentile, Perletto, Pezzolo Valle Uzzone, Piana Crixia, Roccaverano und Spigno Monferrato.

## Geschichte
Serole wurde erstmals 991 erwähnt, 1209 wurde es von Oddone I. an die Gemeinde Asti verkauft, der jedoch die Belehnung behielt. Am 3. Februar 1300 kaufte Alberto del Carretto einen Teil des Bezirks Spigno, zu dem auch Serole gehörte, von den Markgrafen von Ponzone. Nachdem es kurzzeitig Teil der Republik Genua war, wurde es 1147 Teil des Markgrafentums von Monferrato mit Giovanni Giacomo Paleologo, der die Investitur vom Herzog von Mailand Francesco Sforza erhielt. Im Jahr 1579 erhielt die Familie Asinari Serole mit der Investitur des spanischen Königs und Herzogs von Mailand Philipp II. Mit dem Vertrag von Utrecht ging es an das Königreich Sardinien unter den Savoyern über. Bereits in der Provinz Acqui gelegen, ging es 1859 mit dem Rattazzi-Gesetz an die Provinz Alessandria über, von der es 1934 abgetrennt wurde, um die neue Provinz Asti zu bilden.

## Kulinarische Spezialitäten
In Serole werden Reben für den Dolcetto d’Asti, einen Rotwein mit DOC-Status angebaut. Die Beeren der Rebsorten Spätburgunder und/oder Chardonnay dürfen zum Schaumwein Alta Langa verarbeitet werden. In Serole werden auch Reben der Sorte Barbera für den Barbera d’Asti, einen Rotwein mit DOCG-Status, sowie für den Barbera del Monferrato angebaut.